# أورين إل. مان
أورين إل. مان هو سياسي أمريكي، ولد في 25 نوفمبر 1833 في تشاردن في الولايات المتحدة، وتوفي في 13 ديسمبر 1908 في أوك بارك في الولايات المتحدة. نشط حزبياً في الحزب الجمهوري. وقد انتخب عضو مجلس نواب إلينوي ‏.